# Project Guardian
Le Project Guardian, littéralement traduit en français : Projet Gardien, est une initiative créée en 2013 et conduite conjointement par la British Transport Police et par la Metropolitan Police Service visant à combattre la recrudescence de cas de harcèlement sexuel dans les transports en commun londoniens au Royaume-Uni.
Cette initiative s'inspire d'un plan similaire conduit à Boston et fait suite à un sondage révélant que 15 % des femmes utilisatrices des transports en commun londoniens ont déjà été harcelées sexuellement. Le même sondage révélant également que la grande majorité (90 %) des cas de harcèlements sexuels en question n'avait pas fait l'objet d'un signalement auprès de la police,.
Le Project Guardian consiste en une ligne téléphonique dédiée, un numéro spécial pour la réception de SMS et utilise également les réseaux sociaux pour recevoir des signalements (hashtag #ProjGuardian). Certaines semaines font également l'objet de patrouilles plus intensives dans les transports en commun, les agents étant en uniforme ou en civil. 
En août 2014, la British Transport Police enregistre une augmentation de 21 % des infractions sexuelles, augmentation largement attribuée au Project Guardian.